# Пламя и Цитрон
«Пламя и Цитрон» (дат. Flammen & Citronen) — кинофильм режиссёра Оле Кристиана Мадсена, вышедший на экраны в 2008 году. Лента основана на реальных событиях, связанных с деятельностью датского движения сопротивления времен Второй мировой войны.

## Сюжет
Действие происходит в Копенгагене на протяжении 1944 года. В центре сюжета — два активных участника сопротивления, известные под кличками Пламя и Цитрон. Они работают на начальника датской полиции Акселя Винтера, который через Стокгольм поддерживает контакт с британским командованием, и выполняют задания по ликвидации датских коллаборационистов и немецких агентов, проникающих в подпольную сеть. Поскольку точно неизвестно, кто может быть предателем, атмосфера в группе накаляется. Ситуацию осложняет Кетти Сельмер, с которой Пламя познакомился некоторое время тому назад и которая, по-видимому, играет в этом деле значительную и совершенно загадочную роль...

## В ролях
- Туре Линдхардт — Бент Форшу-Вид по кличке «Пламя»
- Мадс Миккельсен — Йорген Хоген Шмит по кличке «Цитрон»
- Стине Стенгаде — Кетти Сельмер
- Петер Мюгинд — Аксель Винтер
- Милле Лефельдт — Бодил
- Кристиан Беркель — Хоффман, шеф гестапо
- Ханс Цишлер — Гильберт
- Флемминг Эневолд — Спекс
- Ларс Миккельсен — Фроде Якобсен
- Йеспер Кристенсен — отец Пламени

## Награды и номинации
- 2008 — две номинации на премию Европейской киноакадемии, обе в категории «лучший актер» (Туре Линдхардт и Мадс Миккельсен).
- 2008 — участие в конкурсной программе кинофестивалей в Вальядолиде и Марракеше.
- 2009 — премия «Бодил» за лучшую операторскую работу (Йорген Йоханссон), а также номинации в категориях «лучший фильм» (Оле Кристиан Мадсен) и «лучший актер» (Туре Линдхардт).
- 2009 — 5 премий «Роберт» (Robert Award): лучшие костюмы (Манон Расмуссен), лучший грим (Йенс Бартрам, Сабине Шуман), лучшая работа художника (Йетте Леман), лучший звук (Ханс Мёллер), лучшие спецэффекты. Кроме того, картина была номинирована ещё в 9 категориях.